# Tramway de Beaucourt
Le tramway de Beaucourt ou Tramway beaucourtois est une ancienne ligne de  tramway électrique située à Beaucourt dans le Territoire de Belfort, qui fut en service entre 1904 et 1940 afin d'assurer le transport de passagers et de marchandises entre la ville et la gare de Beaucourt - Dasle, dans le département du Doubs.

## Histoire
À Beaucourt, le chemin de fer arrive le 29 juin 1868, avec la mise en service de la ligne de Montbéliard à Morvillars. Cependant la gare de Beaucourt - Dasle est distante de plus de 2 kilomètres de l'agglomération beaucourtoise, comptant déjà près de 5 000 habitants et bénéficiant d'une forte activité industrielle avec les usines Japy Frères. Afin d'améliorer l'accessibilité de la ville, les industriels locaux décident de promouvoir une ligne de tramway longue de 3,9 km destiné au transport des voyageurs et des marchandises, qui est déclarée d'utilité publique par décret du 26 juin 1903 et concédée pour 67 ans au bénéfice de trois acteurs économiques de la ville, Messieurs Eugène Bornèque, manufacturier,  Xavier Grasser, négociant en vins, et Frédéric Mignet, caissier principal de la maison Japy frères et compagnie. 
La ligne est construite en 1904 et exploité par la Société du tramway beaucourtois, à qui les concessionnaires initiaux avaient cédés leurs droits, et qui est créée le 15 septembre 1903, par un acte reçu par Me Feltin, notaire à Beaucourt. Son capital est de 230.000 francs de l'époque.
En 1928, le conseil d'administration de la société est constitué de messieurs Louis Warnery (Beaucourt), Léonard Biétry (Dampierre-les-Bois), Bornèque (Beaucourt), Léon Grasser (Foussemagne), Gaston Japy (Beaucourt), Philippe Robert (Beaucourt) et Pierre Japy (Beaucourt) : Une entreprise de capitalisme local destinée à favoriser le développement des entreprises du secteur.
En 1920, les premiers autocars arrivent à Beaucourt, mais le service voyageurs ne cesse qu'en 1937, un an avant la fermeture de la ligne de chemin de fer de Montbéliard à Morvillars intervenue 5 décembre 1938. 
Le service marchandises se poursuit jusqu'en 1940, lorsque les établissements Japy Frères acquièrent des véhicules routiers pour le transport de leurs marchandises. 
Le trafic cesse totalement le 3 juin 1940.

## Infrastructure

Les divers types de rails.
De gauche à droite :
● type UIC 60 ;
● type Vignole ;
● type Broca ou à gorge, typique des voies de tramway car permettant l'implantation de la voie dans la chaussée ;
● type double champignon symétrique ;
● double champignon asymétrique.
Le tramway de Beaucourt utilisait les type Vignole et Broca.

La ligne, à voie métrique et électrifiée en courant continu avec une tension de 550 V, prenait son origine à la gare de Beaucourt-Dasle, dans le département du Doubs. 
Son tracé empruntait l'accotement de la route reliant Dasle à Dampierre-les-Bois, entrait à Beaucourt par le Chemin de la gare puis suivait la rue de Dampierre jusqu'à la place de la République (ou Place centrale), remontait la rue de Saint-Dizier, puis les rues Courbot et  Frédéric Japy (ou des Usines) jusqu'à son terminus au carrefour avec la rue de Vandoncourt.  
Sur cette courte distance, l'altitude de la ligne variait de 399 à 492 m, et la déclivité maximale atteignait 95 ‰. Les courbes avaient un rayon minimal de 25 m et la voie, en 1928, était constituée de rails Vignole de 20 kg/m et Broca de 36,9 kg/m.

### Stations
Aux termes du cahier des charges de la concession, la ligne devait disposer au moins des arrêts suivants (selon la toponymie de l'époque) : 
- à la gare des voyageurs de Beaucourt - Dasle (pour voyageurs et marchandises) ;
- à l'intersection du chemin d'intérêt commun n° 21 (embranchement) avec le chemin vicinal ordinaire n* 5 de Beaucourt (pour voyageurs) ;
- à la cité Ducrot (pour voyageurs);
- sur la place Neuve de Beaucourt (pour voyageurs et marchandises) ;
- sur la place Centrale de Beaucourt (pour voyageurs et marchandises) ;
- à la croisée des rues du Courbot et de Saint-Dizier (pour voyageurs) ;
- devant la mairie de Beaucourt (pour voyageurs) ;
- au terminus de la ligne (pour voyageurs et marchandises)[8].

### Énergie
En 1928, l'énergie électrique était fournie par la Société des Forces motrices du Refrain sous forme de courant alternatif triphasé 50 Hz et transformé en 500 V continus par les Tramways Beaucourtois.

### Galerie d'images

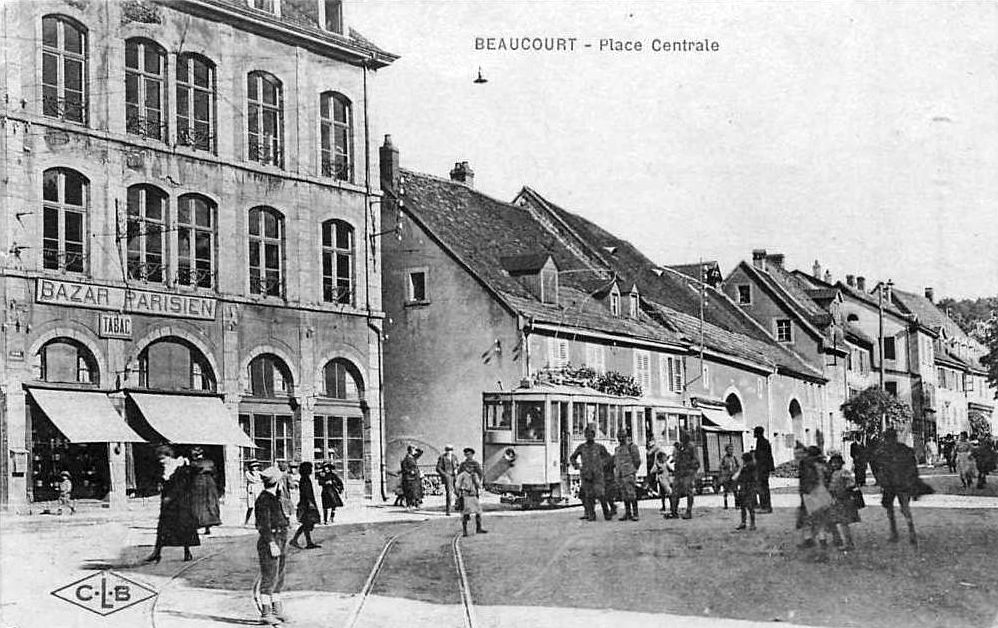
Le tramway sur la place centrale.
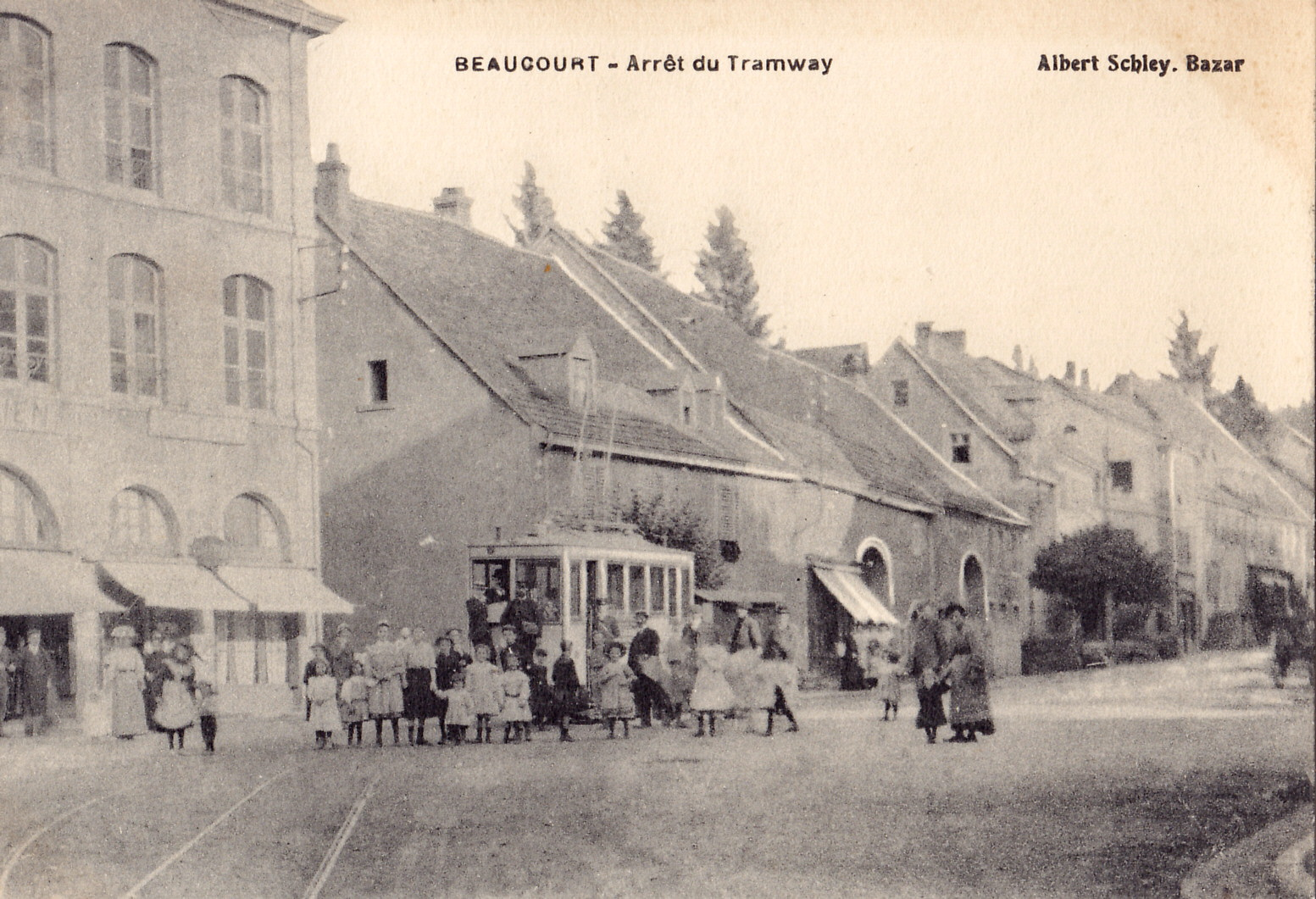
Tramway sur la Place centrale
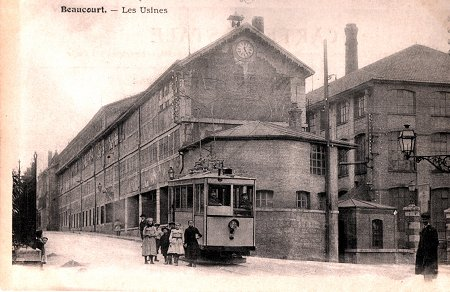
Tramway devant les Usines Japy

## Exploitation
Pratiquement 100 000 voyageurs montent ou descendent annuellement en gare de Beaucourt-Dasle.
Pour pouvoir assurer la correspondance avec les trains du P.L.M., onze tramways à voyageurs sont mis en marche quotidiennement dans chaque sens, entre 4 h 00 et 23 h 00. Avec les quatre paires de tramways de marchandises quotidiens, la ligne est fréquentée par trente convois tous les jours. Le service exige un personnel important, à savoir trois wattmans, trois receveurs, quatre cantonniers pour le service de la voie, un électricien, une aide à la station électrique, et un directeur.
En 1905, le tarif à l'aller-simple est de 0,25 francs, et le transport d'un colis de moins de dix kilos coûte le même prix. Plus tard, des abonnements à tarif réduit sont instaurés à l'intention des jeunes Beaucourtois se rendant à l'école pratique de Montbéliard.

### Accidents
L'intensification du trafic provoque des problèmes de fonctionnement. Des accidents dans la descente rapide de la mairie et de la rue Courbot sont à déplorer. En 1912, à la suite d'un déraillement, un tramway s'écrase sur les escaliers de la mairie. Il y a des victimes. À la suite de cet accident, le trafic voyageurs est limité au tronçon Gare - rue de Saint-Dizier.

### Matériel roulant
Le matériel roulant, limité à 20 km/h, est composé en 1928 de deux automotrices voyageurs de 26 places, deux remorques voyageurs de 30 et 50 places, quatre automotrices marchandises, un fourgon à bagage appelé Choucarde par les Beaucourtois, cinq remorques à marchandises.
Le matériel roulant était doté de freins à main, électrique et magnétique.

## Vestiges et matériels préservés
À l'exception du bâtiment de la gare de Beaucourt-Dasle, transformée en habitation, il ne subsiste aucun vestige de la ligne.